# Dasymaschalon rostratum
Dasymaschalon rostratum är en kirimojaväxtart som beskrevs av Elmer Drew Merrill och Woon Young Chun. Dasymaschalon rostratum ingår i släktet Dasymaschalon, och familjen kirimojaväxter. Inga underarter finns listade i Catalogue of Life.